# Radical 144

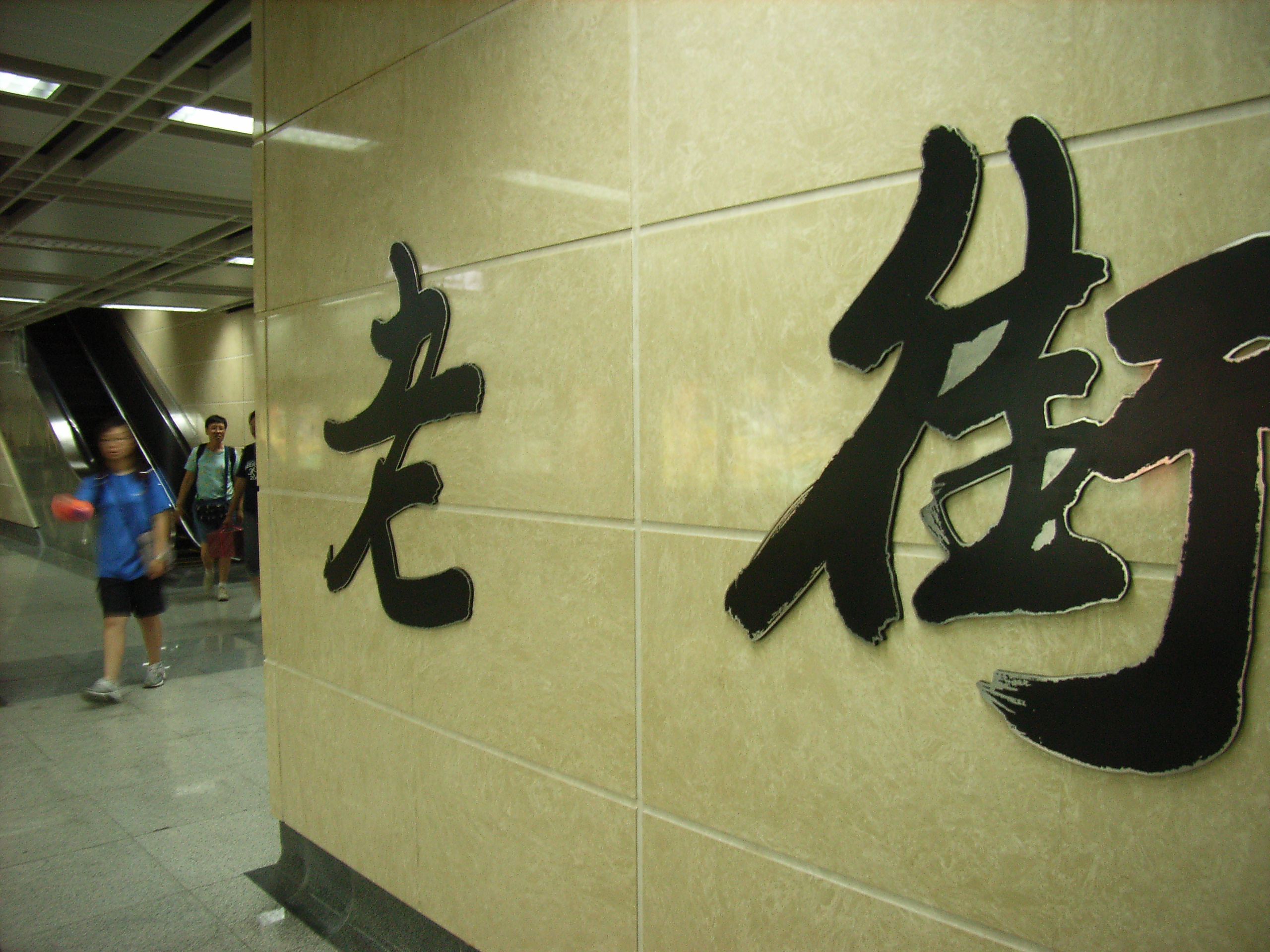
À droite, le radical 144 utilisé dans une station de métro de la ville de Shenzhen - province du Guangdong

Le radical 144, qui signifie « aller » ou « faire », est un des 29 des 214 radicaux chinois répertoriés dans le dictionnaire de Kangxi composés de six traits.
Le caractère Unicode de 行 est 884C.

## Caractères avec le radical 144
| nombre de traits          | caractères     |
| ------------------------- | -------------- |
| Sans trait supplémentaire | 行             |
| 3 traits supplémentaires  | 衍 衎          |
| 4 traits supplémentaires  | 衏             |
| 5 traits supplémentaires  | 衐 衑 術 衔    |
| 6 traits supplémentaires  | 衕 衖 街 衘    |
| 7 traits supplémentaires  | 衙             |
| 9 traits supplémentaires  | 衚 衜 衝       |
| 10 traits supplémentaires | 衛 衞 衟 衠 衡 |
| 18 traits supplémentaires | 衢             |